# Igualada (película)
Igualada es una película documental colombiana de 2024 dirigida por Juan Mejía Botero.El filme relata el paso de Francia Márquez, actual vicepresidenta de Colombia, desde sus inicios como activista hasta su campaña presidencial. El documental recibió una nominación en la categoría World Cinema Documentary Competition del Festival de Cine de Sundance de 2024.

## Producción y estreno

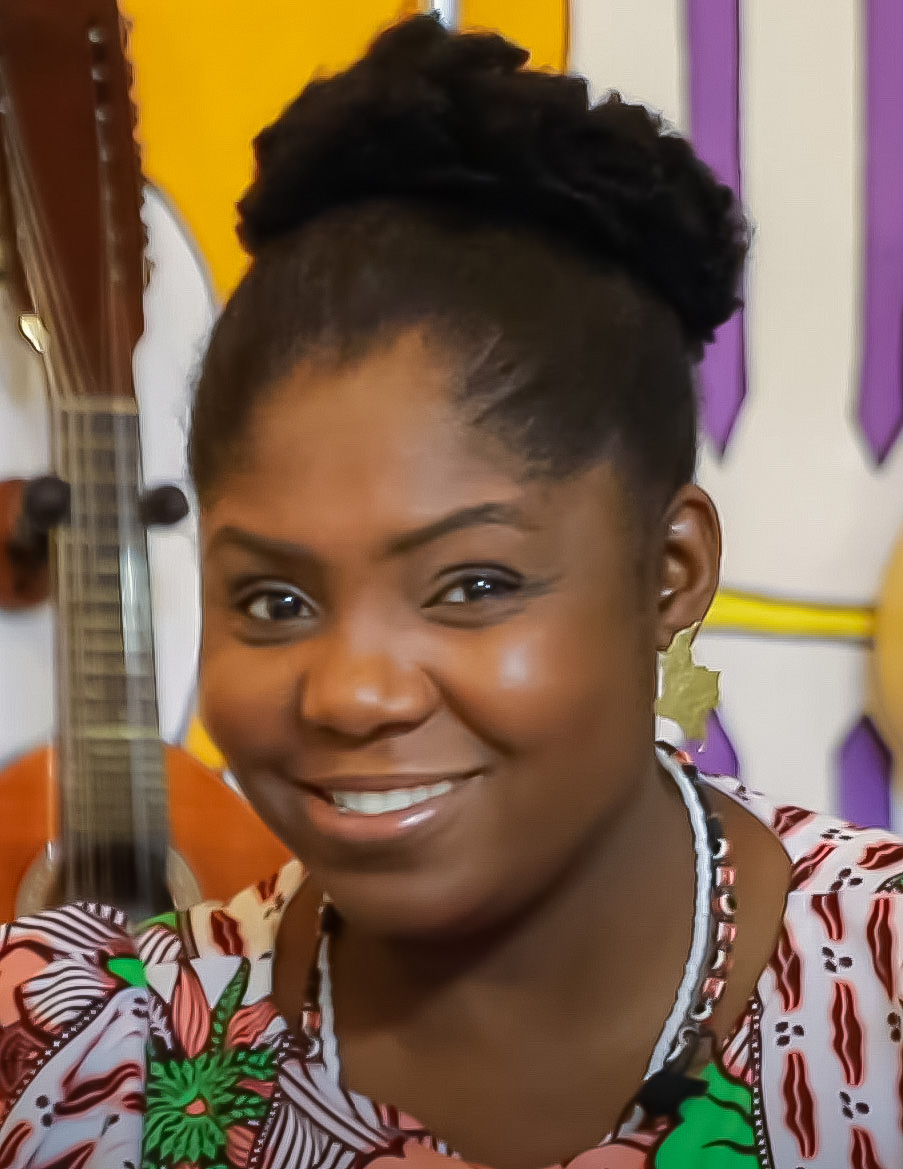
El documental relata los sucesos más relevantes en la vida de Francia Márquez (en la imagen), desde su época como activista hasta convertirse en la primera vicepresidenta afrodescendiente de Colombia.

El director Juan Mejía Botero y Francia Márquez coincidieron en el año 2006, cuando esta última era una joven minera artesanal que lideraba la defensa de la comunidad en el corregimiento de La Toma, ubicado en Suárez, Cauca, con el objetivo de evitar su desplazamiento por concesiones mineras a multinacionales.En agosto de 2020, Márquez informó a Mejía su intención de presentarse en las elecciones presidenciales, y aceptó la petición del director de documentarlo, con dos condiciones: no poner en riesgo la vida de personas del movimiento y mostrar el trabajo colectivo.
Para la realización del documental se recopilaron más de 200 horas de metraje. En promedio, 30 horas de este material corresponden al periodo entre 2009 y 2011, cuando Márquez se desempeñaba como activista en favor de las comunidades negras rurales y el medio ambiente. Las restantes corresponden al periodo entre la postulación presidencial y su nombramiento como la primera vicepresidenta afrodescendiente de Colombia.
En el documental, Mejía mezcla pasado y presente para contextualizar el conflicto colombiano y mostrar lo vivido por Francia Márquez, en particular las amenazas de los paramilitares, el desplazamiento que sufrió, y la marcha de los turbantes,desde el Cauca hasta Bogotá.Además vuelve sobre el desarrollo de Francia Márquez en la política, desde los inicios del movimientos Soy Porque Somos, la dificultad de la recolección de firmas, el racismo vivido en la campaña, las amenazas a su familia y la adhesión a la campaña de Gustavo Petro.
En relación con el título, el director manifestó que el término «igualada en Colombia ha servido para estigmatizar a aquellos que se atreven a reclamar derechos y privilegios que ciertos sectores de la sociedad consideran que no les corresponden, debido a prejuicios raciales, de género o de clase».
La canción original que se escucha en la película, titulada "Igualada" también, fue compuesta por la artista colombiana La Muchacha.Según el medio "Colectivo Sonoro", la canción "refleja una profunda conexión con la tierra, reconociéndola como madre y fuente de vida, sustento y libertad" y se inspira en "las raíces y el espíritu combativo de las comunidades cimarronas y barequeras".
El filme se estrenó en el Festival de Cine de Sundance el 21 de enero de 2024. En el evento recibió una nominación en la categoría World Cinema Documentary Competition.

## Premios y nominaciones
| Año  | Evento                       | Categoría                            | Resultado | Ref.  |
| ---- | ---------------------------- | ------------------------------------ | --------- | ----- |
| 2024 | Festival de Cine de Sundance | World Cinema Documentary Competition | Nominada  | [ 5 ] |